# Xu Nuo
Det här är en artikel om en person med kinesiskt personnamn; Xu är familjenamnet.
Xu Nuo (kinesiska: 诺许), född 5 mars 1998, är en kinesisk fäktare som tävlar i värja.

## Karriär
Vid asiatiska mästerskapen 2017 i Hongkong tog Xu guld i lagtävlingen i värja tillsammans med Sun Yiwen, Xiang Yixuan och Zhu Mingye. Vid sommaruniversiaden 2021 i Chengdu, som arrangerades 2023, tog hon guld i lagtävlingen i värja tillsammans med Li Shanshan, Shi Yuexin och Tang Junyao. Vid asiatiska spelen 2022 i Hangzhou, som arrangerades 2023, tog Xu brons i lagtävlingen i värja tillsammans med Shi Yuexin, Sun Yiwen och Tang Junyao.
Vid asiatiska mästerskapen 2024 i Kuwait tog Xu silver i lagtävlingen i värja tillsammans med Sun Yiwen, Tang Junyao och Yu Sihan. Vid olympiska sommarspelen 2024 i Paris var hon en del av Kinas lag tillsammans med Sun Yiwen, Tang Junyao och Yu Sihan som slutade på fjärde plats i lagtävlingen i värja.